# 人形使い
『人形使い』（にんぎょうつかい）は、フォレストが開発・販売した対戦型格闘ゲームである。

## 概要
1991年にカプコンの『ストリートファイターII』（略称『ストII』）がアーケードゲームとして登場して以来、対戦型格闘ゲームの流行は全国的なものとなった。
コンシューマゲーム機への移植ではなく、PC-98シリーズでのオリジナル対戦型格闘ゲームであり、その先駆けとなった。同ジャンル作品としてはアグミックスの『クイーン・オブ・デュエリスト』シリーズや戯画の『ヴァリアブル・ジオ』が挙げられる。
本作では、プレイヤーが勝利すると相手側の操縦者のヌード画像が表示される一方、プレイヤーが負けると、プレイヤー側の操縦者のヌード画像が表示される。
1993年にはFM TOWNSシリーズへ移植されたほか、海外にてメガテック・ソフトウェアによるMS-DOS移植版が『Metal&Lace』という題名で発売された。
1996年8月23日には続編『人形使い2』が発売された。

## ストーリー
近未来、産業技術の大幅な発展により、人類は他の惑星に移住し始め、その惑星開発の為に「SI-LHOUETTE（シルエット）」という遠隔操作式のロボットが製造された。やがて、シルエット同士を戦わせる格闘技大会・デュエリングが人気を集め、シルエット業界は急成長をとげる。シルエット開発を請け負う瑞穂ファクトリーは、優秀な会社であったが、新型機を納品する直前に親会社が倒産し、多額な借金を抱えてしまう。そこへ、操縦者を美少女に限定した裏デュエリングが開催されるとの知らせが入った。莫大な賞金を得るため、シルエット開発者・瑞穂リカは自身をモデルにした新型シルエットMIMIと共に裏デュエリングへ出場する。

## キャラクター
ミミ
本作の主人公である瑞穂リカが操縦するシルエット。
開発は瑞穂ファクトリー。
背負い投げを得意とする。
ローグtypeβ
イライザ・サンディムーアが操縦するシルエット。
アンナ
ジェシカ・ノートンが操縦するシルエット。
開発はダンブレード。
必殺技はサーキュラー・キック。
ローグtypeβ改
サーシア・ルマストノフが操縦するシルエット。
ローグtypeβとは開発元を同じくする。
必殺技はローラーダッシュアタックである。
スカイハウンド
デイジィ・A・ガーランドが操縦するシルエット。
開発はストーン・アフリカである。
必殺技はホバージャンプアタックである。
蒼龍
金沢重機が開発したシルエットで、操縦者は霧羽早苗である。
必殺技は閃歩である。
シンク
開発元不明のシルエット。操縦者は李香華である。

## スタッフ
- ゲームデザイン/メインプログラム - 益子英樹
- メカニックデザイン/エディット - 大崎直樹
- キャラクターデザイン - 好実昭博
- サウンド - 土市嘉史
- プログラム/サウンド - 山田好一
- プログラム - 大田原和弘
- セルワーク - 鈴木孝子